# Hyptis xanthiocephala
Hyptis xanthiocephala là một loài thực vật có hoa trong họ Hoa môi. Loài này được Mart. ex Benth. mô tả khoa học đầu tiên năm 1833.